# Taishi Esen
Taishi Esen (mongol: ᠡᠰᠡᠨ ᠲᠠᠢᠱᠢ, Эсэн тайш, Esen taiši; chinês: 也先; f. 1455) foi um poderoso taixi da Orda Oirate e governante de facto da Dinastia Iuã do Norte baseada no Planalto Mongol e na Sibéria no século XV. Ele é mais conhecido por capturar o Imperador Yingzong de Ming em 1450 na Crise de Tumu e reunir brevemente os mongóis. Os Quatro Oirates alcançaram o auge de seu poder sob seu governo.

## Nome
Esen significa “saudável” em mongol, enquanto Taishi é um título honorífico derivado do chinês 太師 (taishi) que significa Grande Preceptor ou Grande Mestre. Entre tribos mongóis, esse título era reservado para aristocratas que não procediam da linhagem de Gengis Khan.
Em chinês, Esen é grafado como 也先 (Yexian) ou, menos frequentemente, como 額森 (Ésēn).

## Juventude e começo de carreira
Esen nasceu de seu pai, Togã, o Choros Taixi que expandiu substancialmente o território da Orda Oirate, consolidando sua supremacia através de subjugação e alianças com numerosas tribos. Como um Oirate, o próprio Esen não era descendente de Gengis Cã, o que dificultaria sua reivindicação ao título de Grande-cã ao longo de sua vida.
Em suas primeiras campanhas, ele lutou contra os cãs Chagataídas do Mogulistão. Esen derrotou três vezes e capturou duas o governante mogul Uais Cã (r. 1418–1432), a quem, todavia, libertou logo em seguida por respeito aos laços de sangue que o uniam ao sub-clã Borjigin. Na terceira vez, Uais Cã concedeu a Esen sua irmã Maquetum Canim, que deu à luz seus dois filhos. Esen nominalmente se converteu ao Islã para se casar com a princesa muçulmana, mas permaneceu efetivamente um xamanista.
Depois que seu pai morreu em 1438, Esen herdou sua posição, taixi, para o cã reinante Taisum Cã (r. 1433–1452). Sob a liderança de Esen Taixi, os mongóis sob Taisum Cã unificaram o Yuan do Norte, incluindo os jurchéns e os tuvans na Manchúria e na Sibéria. Na década de 1430, Esen também assumiu o controle do reino mongol conhecido como Kara Del no oásis Hami entre os desertos de Gobi e Tacla Macã. Depois de 1443-1445, o Iuã do Norte alcançou a Coreia.

## Conflito com a dinastia Ming
A horda de Esen entrou em conflito com a dinastia Ming (明朝). A Dinastia Ming havia perseguido por algum tempo uma estratégia de "dividir para governar" nas negociações com seus vizinhos do norte, mantendo relações comerciais que funcionavam como uma espécie de monopólio subsidiado pelo estado, subvencionando vários líderes que podiam então se voltar uns contra os outros incitando o ciúme ou sugerindo intriga. No entanto, a dinastia Yuan do Norte unificada era menos suscetível a essas táticas. Muitas das tribos sob o jugo Oirate habitaram áreas reivindicadas pela dinastia Ming, enquanto outras tribos empurradas para o sul, dentro do território Ming, tentando escapar de sua subjugação. A tribo que habitava o oásis Chagatayid Hami, por exemplo, pagou tributos ao imperador Ming antes de Esen convencer seu governante a fazê-lo aos Oirates. Ao longo da década de 1440, Esen aumentou a frequência das missões de tributo aos Ming e o número de representantes enviados em cada missão. De acordo com relatos chineses que sobreviveram, os Oirates pediram tributos e acordos comerciais cada vez mais lucrativos. 
A dinastia Ming tentou estimular a rivalidade entre Taisum Cã, mas Esen escolheu "rivais" abaixo dele em status para conter a estratégia de dividir para governar. Portanto, a dinastia Ming recorreu a outra estratégia: comprar o Yuan do Norte com presentes. 
Esen encorajou centenas de mercadores muçulmanos mongóis, em Hami e Samarcanda a acompanhar suas missões ao imperador Ming. Começando em 1439, Taisum Cã e Esen enviaram enviados para os Ming, muitas vezes somando mais de 1.000. Eles pediam cada vez mais presentes. Em resposta a essa inflação de números, o Imperador Zhengtong (1427–64; 大 明 英宗 正統 皇帝 ； 明 英宗) diminuiu o comércio com Esen e Taisum Cã e fechou o comércio de fronteira com o Yuan do Norte. 

### Captura de Zhu Qizhen
Em retaliação a essas sanções comerciais, Esen Taixi liderou uma invasão do norte da dinastia Ming em 1449, que culminou na captura do imperador Ming durante a Crise Tumu (土木 之 變). A invasão em grande escala e em três frentes começou em julho, com Taisum Cã liderando a força mais oriental para Liaodong, o grande conselheiro Alague atacando Xuanfu e o próprio Esém liderando as tropas que saquearam Datong em agosto. Outra coluna de mongóis invadiu Ganzhou. 
A campanha foi uma vitória massiva para o Yuan do Norte, com os mongóis esmagando as forças de Zhu Qizhen. Embora as tropas de Zhu na região sejam estimadas em cerca de 500.000, Zhu ainda foi esmagado pelos 20.000 de cavalaria de Esen Taixi. Datong ficava próximo ao lado sul da Grande Muralha da China. Após o ataque inicial a Datong, Esen fingiu recuar para as estepes da Mongólia. O imperador e seu exército erguido às pressas perseguiram os invasores para o oeste e encontraram uma emboscada ao chegar em Datong. Cavaleiros mongóis perseguiram a retirada de Zhu de volta para a parede por quatro dias enquanto eram prejudicados por tempestades. O exército imperial finalmente alcançou a fortaleza de Tumu. No entanto, em vez de garantir uma posição defensável, as tropas de Zhu ficaram presas contra o lado norte da fortaleza, e os cavaleiros Yuan do Norte aniquilaram o exército de Zhu. 

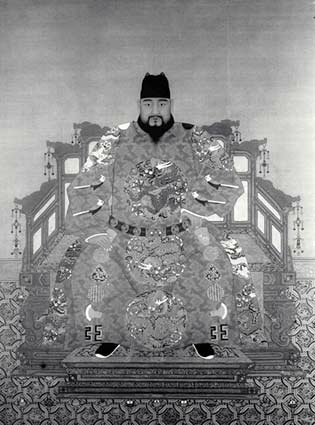
Zhu Qizhan, capturado por Esen

A maioria dos soldados restantes foram massacrados. Esen ainda estava a alguma distância, perto de Xianfu. Seis semanas depois, quando o imperador capturado Zhu Qizhen foi trazido para seu acampamento, Esen tentou resgatar o imperador de volta aos Ming. De acordo com alguns relatos, foi nesse ponto que Esen recebeu o título de "Taixi". 

### Pequim
Esen ainda considerava o imperador mais valioso vivo do que morto. Esen então cercou Pequim, mas falhou.
Esen ofereceu ao imperador sua irmã em casamento (Heqin), mas o imperador rejeitou Esen. A guarnição da dinastia ming em Pequim liderada por Yu Qian logo mudou a situação. Yu Qian ordenou que suas forças fingissem que haviam perdido o controle do portão da cidade para atrair cavaleiros mongóis para a cidade. Depois que uma grande parte da força mongol estava lá dentro, o portão foi fechado e os mongóis foram emboscados. O irmão de sangue juramentado de Esen foi morto no ataque. Não tendo conseguido tomar a cidade, Esen foi forçado a recuar sob pressão de suas próprias tropas e pela chegada de reforços da dinastia Ming.
Esen e Taisum Cã voltaram-se para atacar a Manchúria e a Sibéria Oriental, sob o domínio Ming, ao redor do rio Nen e do rio Songhua, mas falharam e foram derrotados pela dinastia Ming. 

### Negociações
A corte Ming elevou o imperador Jingtai (r. 1449–1457) ao trono. Esen mandou o imperador capturado de volta em 1450. Como a economia mongol dependia de seu comércio com a China Ming, Esen foi obrigado a reabrir as negociações, agora em uma posição muito mais fraca. Embora o comércio Ming-Mongol não tenha cessado inteiramente durante a Crise de Tumu, Esen não só falhou em obter melhores condições do que os acordos anteriores, ele foi forçado a aceitar termos menos favoráveis em troca da retomada do comércio com os Ming. O Yuan do Norte então entrou em uma relação de vassalo com a Dinastia Ming por algum tempo. 

## Reino e morte
Taisum Cã e Esen Taixi discutiram sobre o herdeiro do trono. Esen queria que um filho de sua irmã fosse o sucessor de Taisum Cã, mas Taisum nomeou outro filho do khatun mongol oriental como seu herdeiro. Taisum Cã apoiou os três guardas e liderou abertamente suas próprias forças contra Esen em 1451, mas eles foram superados em número pelos leais a oirates e o cã nominal foi capturado e morto por tribos orientais enquanto tentava recuar. O irmão de Taisum Cã, Aguebarjim Jinongue (vice-rei), que se casou com a filha de Esen, Tsetseg, desertou para os oirates e recebeu a promessa do título de grão-cã da dinastia Yuan do Norte. No entanto, Esen o assassinou em um banquete que ele havia sido convidado. Esen tentou matar o bebê de sua filha, filho de Aguebarjim, mas ela e a avó de Esen, Samur Gunje, esconderam o príncipe bebê, Batumangu, que seria um ancestral direto de Daiã Cã. Dezoito meses após sua derrota de Taisum Cã, em 1453, o próprio Esen recebeu o título de grão-cã do Grande Yuan (大 元 天 盛大 可汗). Ao mesmo tempo, os Oirates lançaram uma invasão contra o Mogulistão, Tasquente e Transoxiana. 
O imperador Ming foi um dos primeiros a reconhecer o novo título, mas a reação dos companheiros mongóis de Esen, oirates e outros, variou principalmente de desaprovação a raiva. Embora a linhagem de Esen fosse relacionada à linha real descendente de Temujim (Gengis Cã) por meio de sua avó Samur gunji (princesa), era improvável que ele fosse considerado elegível para a eleição como cã e, em qualquer caso, Esen ignorou o processo de seleção usual. Em vez de o título de cã cair automaticamente para o homem elegível mais velho da linha, como na primogenitura, os líderes mongóis eram tradicionalmente escolhidos por meio do Curiltai, um sistema de monarquia eletivo, com os membros de uma linhagem votando para escolher o sucessor do título entre eles. Essa insatisfação logo se transformou em uma revolta aberta contra Esen. 
Esen deu a seu filho Amasanje o título de taixi, uma ação que levou seu poderoso general Alague, que esperava receber o título, à rebelião. Os líderes dos oirates juntaram-se à rebelião contra Esen, que foi derrotado em batalha e assassinado em 1455, um ano depois de assumir o título de cã. Após sua morte, os oirates não tinham mais domínio sobre a Mongólia, que havia ficado sob seu controle pela influência de Esen, e permaneceu dividido entre si por muitos anos. Os governantes zungares dos séculos XVII e XVIII se consideravam descendentes de Esen Taixi. 